# Canosa Sannita
Canosa Sannita är en ort och kommun i provinsen Chieti i regionen Abruzzo i Italien. Kommunen hade 1 328 invånare (2018).